# Poggio di San Remo
Poggio di San Remo is een plaats (frazione) in de Italiaanse gemeente Sanremo.
De plaats dankt zijn bekendheid aan de laatste klim voor de finish van de bekende wielerklassieker Milaan-San Remo, met name in de straat Via Duca d'Aosta in het zuidoosten van het gehucht.

## HellingPoggio
Het dorp ligt op een heuveltop en kan langs verschillende zijden bereikt ('beklommen') worden. De bekende helling "Poggio" doet dit vanaf de kustweg "SS1" ten zuiden van het dorpje en volgt hierbij de straat Via Duca d'Aosta tot op de provinciale weg SP55 in het centrum van het dorp.
De Poggio is vooral bekend als beklimming in de wielerklassieker Milaan-San Remo. De Poggio is meestal de laatste klim in de koers, en wordt vooral als lastig ervaren doordat de renners al bijna 300 kilometer in de benen hebben. De klim is op zich echter niet zo steil, met een gemiddeld stijgingspercentage van 3,7%. Vaak proberen renners op deze klim nog het verschil te maken om zo een massasprint te voorkomen. Tussen 2008 en 2020 zijn er vier succesvolle ontsnappingen vanaf de Poggio opgezet: Fabian Cancellara in 2008 en een groep van Vincenzo Nibali, Fabian Cancellara en Simon Gerrans in 2012, waarbij de laatstgenoemde de sprint won. In 2018 won Vincenzo Nibali Milaan-San Remo door te demarreren op de slotklim. In 2020 won Wout van Aert in een sprint met twee voor Julian Alaphilippe nadat zij wegreden op de Poggio.
Passo del Turchino · Le Manie · Capo Mele · Capo Cervo · Capo Berta · Cipressa · Poggio di San Remo